# Daniel Frynta
prof. RNDr. Daniel Frynta, Ph.D. (* 27. srpna 1963 Praha) je český biolog a vysokoškolský pedagog, který se zabývá etologií a sociobiologií savců.
Vystudoval Přírodovědeckou fakultu Univerzity Karlovy v Praze. V roce 2019 byl jmenován profesorem.
Jeho otcem je český překladatel a básník Emanuel Frynta.

## Dílo
- Etologie. Mechanismy, ontogeneze, funkce a evoluce chování živočichů, spolu s Markem Špinkou, Janem Havlíčkem, Ivetou Štolhoferovou a kolektivem, Academia, 2024